# Yves Vincent
Pour les articles homonymes, voir Vincent.
Yves Vincent, né le 5 août 1921 à Thônes (Haute-Savoie) et mort le 6 janvier 2016 à Montacher-Villegardin (Yonne), est un acteur et écrivain français.

## Biographie
Né en Haute-Savoie, Yves Vincent passe une grande partie de sa jeunesse en Algérie où il débute dans la troupe de la Comédie de Radio-Algérie. Il pratique l’équitation, le water polo, le théâtre et le cinéma dès la seconde moitié des années 1940.
Au théâtre, il joue entre autres dans Un tramway nommé Désir de Tennessee Williams aux côtés d’Arletty, Maurice Regamey et Louis de Funès, Constance de William Somerset Maugham avec Edwige Feuillère, et des pièces signées Jean-Paul Sartre, Jean Cocteau, Marc-Gilbert Sauvajon ou Marcel Achard.
Au cinéma, il tourne son premier film en 1944 au Caire avec sa mère, prélude d'une longue carrière. On le remarque particulièrement dans Capitaine Ardant d’André Zwobada avec Renée Saint-Cyr et dans Babette s'en va-t-en guerre de Christian-Jaque avec Brigitte Bardot. Un plus grand nombre de spectateurs se souvient sans doute de son rôle d'Édouard Crépin-Jaujard, dans Hibernatus avec Louis de Funès ou encore de celui du colonel dans la série de films Le Gendarme de Saint-Tropez.
Il tourne dans de nombreux téléfilms ou feuilletons : Les Cinq Dernières Minutes avec Raymond Souplex, La Famille Cigale, Les Enquêtes du commissaire Maigret. Entre 1988 et 1991, il incarne le juge Garonne dans la série télévisée Tribunal. Il est aussi distribué dans trois pièces dans le cadre de l’émission de Pierre Sabbagh, Au théâtre ce soir.
En octobre 2013, il publie ses mémoires : Voulez-vous en sourire avec moi ?, aux éditions Christian Navarro, où il raconte, entre autres, ses relations avec Ingrid Bergman, Edwige Feuillère ou Brigitte Bardot. En 2015, chez le même éditeur, il publie le roman Des Vagues à l’Âme. Fin 2016, sortira, à titre posthume, un dernier ouvrage autobiographique de l'acteur : "4, boulevard Laferrière" (ed. Christian Navarro), dans lequel il révèle des fragments de son enfance et de son adolescence, un peu comme si sa propre disparition n'était pas une fin.
Époux de Jacqueline Huet (une fille Dominique) puis Nelly Borgeaud, il a eu trois enfants.
Ses obsèques ont eu lieu le 13 janvier 2016 lors d'une cérémonie civile au crématorium de Joigny.

## Filmographie

### Cinéma
- 1944 : Monsieur Arnaud d’André Vignaux : (film inédit, non répertorié ou perdu)
- 1946 : La Foire aux chimères de Pierre Chenal : Robert
- 1947 : La Taverne du poisson couronné de René Chanas : Pierre Astor
- 1947 : Les Requins de Gibraltar d’Emil-Edwin Reinert : André Duval
- 1948 : La Renégate de Jacques Séverac : Jean Costa
- 1948 : Le Cavalier de Croix-Mort de Lucien Ganier-Raymond : Simon de Chabre
- 1949 : Bal Cupidon de Marc-Gilbert Sauvajon : Morezzi
- 1949 : La Maternelle d’Henri Diamant-Berger : le docteur Libois
- 1949 : La Femme nue d’André Berthomieu : Pierre Bernier
- 1950 : La Danseuse de Marrakech de Léon Mathot : Jean Portal
- 1950 : Méfiez-vous des blondes d'André Hunebelle : Luigi Costelli
- 1951 : Tapage nocturne de Marc-Gilbert Sauvajon : Frank Varescot
- 1951 : Porte d'Orient de Jacques Daroy : Vaucourt
- 1951 : Capitaine Ardant d'André Zwobada : le capitaine Pierre Ardant
- 1951 : Ma femme est formidable d'André Hunebelle : le trompettiste
- 1951 : Si ça vous chante de Jacques Loew
- 1952 : Ouvert contre X de Richard Pottier : l’inspecteur Richard
- 1953 : Spartacus (Spartaco) de Riccardo Freda : Ocnomas, le lieutenant de Spartacus
- 1953 : Grand Gala de François Campaux : Pierre Bouvais.
- 1953 : Monsieur Scrupule gangster de Jacques Daroy : Monsieur Scrupule
- 1956 : Le Circuit de minuit d'Yvan Govar : Jean Gaillard
- 1956 : OSS 117 n'est pas mort de Jean Sacha : Boris Obarian
- 1956 : Pitié pour les vamps de Jean Josipovici : André Larcher
- 1957 : Police judiciaire de Maurice de Canonge : Inspecteur Giverny
- 1959 : Babette s'en va-t-en guerre de Christian-Jaque : Capitaine Darcy
- 1959 : Y'en a marre d'Yvan Govar : le commissaire Van Eck
- 1960 : La Dragée haute de Jean Kerchner : De Marchelier
- 1961 : Alibi pour un meurtre de Robert Bibal : Ciello
- 1961 : Les Nouveaux Aristocrates de Francis Rigaud : le docteur Pierre Prullé-Rousseau
- 1962 : La Planque de Raoul André : Paginès
- 1963 : Muriel, ou le Temps d'un retour d'Alain Resnais : l'homme du couple d'acheteurs
- 1963 : Les Cavaliers de la terreur (Il terrore dei mantelli rossi) de Mario Costa : Capitano Mirko
- 1964 : Jean-Marc ou la Vie conjugale d'André Cayatte : Granjouan
- 1964 : Françoise ou la Vie conjugale d'André Cayatte : Granjouan
- 1967 : Qui êtes-vous inspecteur Chandler ? (Troppo per vivere… poco per morire) de Michele Lupo : Felton
- 1968 : Le Gendarme se marie de Jean Girault : le colonel examinateur
- 1969 : Hibernatus d'Édouard Molinaro : Crepin-Jaujard
- 1970 : Je suis une nymphomane de Max Pécas : le prêtre
- 1970 : Claude et Greta de Max Pécas : Mathias Decas
- 1970 : Le Gendarme en balade de Jean Girault : Le colonel
- 1971 : Valparaiso, Valparaiso de Pascal Aubier : le maître de maison
- 1974 : Impossible... pas français de Robert Lamoureux : Nadar
- 1975 : Rêves pornos (ou Le Dictionnaire de l'érotisme) de Max Pécas : images d'archives
- 1981 : Les Filles de Grenoble de Joël Le Moigné : le conseiller
- 1983 : Surprise Party de Roger Vadim : Monsieur Bazin
- 1987 : La Rumba de Roger Hanin : Del Monte, l’ambassadeur d'Italie
- 1988 : La Maison assassinée de Georges Lautner : le juge

### Télévision

#### Téléfilms
- 1962 : Madame Bovary de Claude Barma : Rodolphe Boulanger
- 1964 : Christine ou La pluie sous la mer de Maurice Château : Vincent Goldberg
- 1978 : Louis XI ou La Naissance d'un roi d'Alexandre Astruc : Philippe de Bourgogne
- 1982 : Électre de Bernard Maigrot : Egisthe
- 1983 : Le Général a disparu d’Yves-André Hubert : le Ministre de l’Intérieur
- 1985 : Vincente de Bernard Toublanc-Michel
- 1985 : Un garçon de France de Guy Gilles : Samyr

#### Séries télévisées
- 1955 : Une enquête du Commissaire Prévôt, épisode "Le mort s'est évanoui" de Vicky Ivernel : le colonel Goldenburg
- 1962 : Les Cinq Dernières Minutes, 2 épisodes de Claude Loursais
  - 1962 : C'était écrit : le docteur Marcilly
  - 1965 : Bonheur à tout prix : Pierre Varades
- 1962 : L'inspecteur Leclerc enquête, épisode "Face à face" de Marcel Bluwal : Girard
- 1963 : La caméra explore le temps, épisode "La conspiration du général Malet" de Jean-Pierre Marchand : le général de la Horie
- 1966-1966 : En votre âme et conscience, 2 épisodes de Claude Barma
  - 1966 : "L’affaire Lemoine" : le président
  - 1968 : "Les innocents d'Egalgson"
- 1971 : Madame êtes-vous libre ? de Jean-Paul Le Chanois : le patron
- 1972 : Les Dossiers de Maître Robineau, épisode Main basse sur la campagne de Jean-Claude de Nesles : Monsieur Kerascouët
- 1972 : Le Fils du ciel d’Alain Dhénaut : Pierre Lelarge
- 1974 : Les Dossiers du professeur Morgan, épisode Le drame du mas Cornu
- 1976 : Les Douze Légionnaires de Bernard Borderie : le colonel Vigne
- 1976 : Messieurs les jurés, L'Affaire Jasseron d'André Michel : l'avocat général
- 1977 : La Famille Cigale, 3 épisodes de Jean Pignol : Philippe Varin
- 1977 : Recherche dans l'intérêt des familles, épisode Le PDG de Philippe Arnal : Monsieur Vernon
- 1977 : Aurore et Victorien ; 1 épisode de Jean-Paul Carrère : le Comte Bertrand de Réquistat
- 1978 : Messieurs les jurés : L'Affaire Lizant Mariller d'André Michel
- 1981 : Les Fiancées de l'Empire de Jacques Doniol-Valcroze : Cambaceres
- 1981 : Anthelme Collet ou Le brigand gentilhomme de Jean-Paul Carrère : l’abbé Montagne
- 1984 : Rue Carnot de Jean-Pierre Desagnat, Pierre Goutas et Gilles Legrand : Helmut
- 1988 : Les Enquêtes du commissaire Maigret, épisode Le Notaire de Châteauneuf de Gérard Gozlan : le notaire Raoul Motte
- 1988-1991 : Tribunal, 390 épisodes : le juge Garonne

### Au théâtre ce soir
| - 1968 : J'ai 17 ans de Paul Vandenberghe, mise en scène Robert Manuel, réalisation Pierre Sabbagh, Théâtre Marigny : Maurice - 1969 : Constance de Somerset Maugham, mise en scène Michel Vitold, réalisation Pierre Sabbagh, Théâtre Marigny : Bernard | - 1979 : La Gueule du loup de Stephen Wendt, adaptation Marc-Gilbert Sauvajon, mise en scène René Clermont, réalisation Pierre Sabbagh, Théâtre Marigny : Lucien Chavasson |

## Théâtre
- 1946 : Winterset de Maxwell Anderson, mise en scène André Certes, Théâtre des Carrefours
- 1946-1947 : La Putain respectueuse de Jean-Paul Sartre, mise en scène Julien Bertheau, Théâtre Antoine et Théâtre des Célestins
- 1946-1947 : Morts sans sépulture de Jean-Paul Sartre, mise en scène Michel Vitold, Théâtre Antoine et Théâtre des Célestins
- 1949-1951 : Un tramway nommé Désir de Tennessee Williams, adaptation Jean Cocteau, mise en scène Raymond Rouleau, Théâtre Edouard VII et Palais des Beaux-Arts
- 1951 : Anna Karenine de Tolstoï, adaptation et mise en scène Raymond Rouleau, Théâtre de la Renaissance
- 1951 : Tapage nocturne de Marc-Gilbert Sauvajon, mise en scène Jean Wall, Théâtre Edouard VII
- 1953 : 107 minutes de Steve Passeur, mise en scène Jean Meyer, tournée Galas Karsenty-Herbert
- 1954 : Living-Room de Graham Greene, adaptation et mise en scène Jean Mercure, Théâtre Saint-Georges
- 1956 : La Gueule du loup de Stephen Wendt, adaptation et mise en scène Marc-Gilbert Sauvajon, Théâtre de la Porte-Saint-Martin
- 1956-1958 : Thé et Sympathie de Robert Anderson, adaptation Roger Ferdinand, mise en scène Jean Mercure, Théâtre de Paris et Théâtre des Célestins
- 1957 : Pitié pour les héros de Michel-Aimé Baudouy, mise en scène Marcelle Tassencourt, Comédie de Paris
- 1960 : L'Aigle à deux têtes de Jean Cocteau, mise en scène de l'auteur, Théâtre Sarah-Bernhardt
- 1960 : Constance de William Somerset Maugham, adaptation Pol Quentin, mise en scène Michel Vitold, Théâtre Sarah Bernhardt
- 1962 : On ne sait comment de Luigi Pirandello, adaptation Michel Arnaud, mise en scène Jean Tasso, Théâtre du Vieux-Colombier
- 1962 : Turlututu de Marcel Achard, mise en scène Jean Meyer, Théâtre Antoine
- 1964 : La Dame de la mer d'Henrik Ibsen, adaptation et mise en scène Sacha Pitoëff, Théâtre de l'Œuvre
- 1964-1965 : Les Troyennes d'Euripide, adaptation Jean-Paul Sartre, mise en scène Michael Cacoyannis, TNP Théâtre de Chaillot, Festival d'Avignon
- 1966 : Les Monstres sacrés de Jean Cocteau, mise en scène Henri Rollan, Théâtre des Ambassadeurs
- 1971 : Héliogabale de Pierre Moinot, mise en scène Jean Negroni, Maison de la culture de Créteil
- 1972 : La Lettre perdue d’Ion Luca Caragiale, adaptation et mise en scène Marcel Lupovici, Théâtre 347 (Paris)
- 1975 : Zoo ou l'Assassin philanthrope de Vercors, mise en scène Jean Mercure, Théâtre de la Ville
- 1980 : Une drôle de vie de Brian Clark, mise en scène Michel Fagadau, Théâtre des Célestins

## Radio
1977 - Le langage des amoureux, de Bernard Da Costa, Les tréteaux de la nuit. France Inter, Réalisateur Georges Gravier, avec Yves Vincent Jacqueline Gauthier Jacques Ferrière Georges Lucas Yann Collette Jean Amos Julien Thomast Alain Pelier Gilles Guillot Dominique Paquet Maria May Marie-Anne Leverbe

## Publications
- Yves Vincent, Voulez-vous en sourire avec moi ?, Boulogne-sur-Mer, Christian Navarro, coll. « Célébrités », 2013, 292 p. (ISBN 978-2914909860)
- Yves Vincent, Des vagues à l’âme, Boulogne-sur-Mer, Christian Navarro, 2015, 103 p. (ISBN 978-2-914909-88-4, BNF 44304859)